# Contea di Monroe (Michigan)
Monroe è una contea nel sud est dello Stato del Michigan negli Stati Uniti.

## Geografia fisica
La contea a est si affaccia sul lago Erie. Il territorio è pianeggiante. I fiumi scorrono verso est per sfociare nel lago Erie. Nell'area nord-orientale scorrono i fiumi Huron (al confine con la contea di Wayne), Swan Creek e Stony Creek. Nell'area centrale scorre il fiume Raisin che bagna la città di Monroe che funge da capoluogo di contea. Il Raisin riceve da nord il Saline e da ovest il Macon Creek.

### Contee confinanti
- Contea di Wayne - nord
- Contea di Essex (Ontario, Canada) - est
- Contea di Lucas (Ohio) - sud
- Contea di Lenawee - ovest
- Contea di Washtenaw - nord-ovest

## Storia
I primi europei che giunsero nella regione nel 1634 furono dei missionari francesi che chiamarono il fiume principale dell'area Riviere Aux Raisins per le numerosi piante di vite che crescevano lungo le sue sponde.
I francesi fondarono l'insediamento di Frenchtown che venne in seguito rinominato Monroe. Nel corso della guerra del 1812 a Frenchtown fu combattuta una cruenta battaglia che vide la sconfitta degli americani e la vittoria degli inglesi e dei loro alleati indiani guidati da Tecumseh.
La contea fu istituita nel 1817 e prese il nome dal presidente James Monroe che visitò il territorio nello stesso anno.
Sulla riva del lago Erie, nei pressi di Newport, è situata la centrale nucleare Enrico Fermi Nuclear Generating Station costruita nel 1963 e ricostruita nel 1985.

## Città
- Ash Township
- Azalia
- Bedford Township
- Berlin Charter Township
- Dundee Township
- Erie Township
- Exeter Township
- Frenchtown Charter Township
- Ida Township
- La Salle Township
- London Township

- Luna Pier
- Milan Township
- Milan
- Monroe Charter Township
- Monroe
- Newport
- Petersburg
- Raisinville Township
- Summerfield Township
- Whiteford Township